# Kevin Ullyett
Kevin Ullyett (Harare, 23 mei 1972) is een voormalig professioneel tennisspeler uit Zimbabwe, die vooral dubbelspel speelde. Hij won meer dan 30 dubbeltitels, waarmee hij een van de meest succesrijke tennisspelers uit Zimbabwe is. Hij won drie grandslamtitels: het mannendubbel op de US Open in 2001 en de Australian Open in 2005, telkens met zijn landgenoot Wayne Black en het gemengd dubbel op de Australian Open in 2002, aan de zijde van Daniela Hantuchová. Samen met Wayne Black nam hij deel aan de Olympische Spelen in 2000 en 2004.
Kevin Ullyett speelde lange tijd dubbel met zijn landgenoot Wayne Black. Toen die stopte na het seizoen 2005, ging hij eerst verder met Australiër Paul Hanley en nadien met Jonas Björkman en nadat die op het einde van 2008 ook was gestopt, met de Braziliaan Bruno Soares.
Ullyett nam afscheid van het professioneel tenniscircuit op het South African Open in februari 2010 (met Wesley Moodie als partner), achttien jaar nadat hij daar zijn eerste ATP-toernooi had betwist. Ullyett en Moodie verloren overigens in de eerste ronde van de Belgen Steve Darcis en Xavier Malisse.
Ullyett woont met zijn familie in Londen.